# 인천원동초등학교
인천원동초등학교는 대한민국 인천광역시 남동구에 있는 공립 초등학교이다.

## 학교 연혁
- 2011년 3월 1일: 개교, 초대 최희자 교장 취임, 25학급 개교(병설 유치원 3학급)
- 2012년 2월 15일: 제 1회 졸업식(남42명, 여50명 계92명)
- 2012년 3월 1일: 일반학급 34학급(병설 유치원 3학급) 편성, 신문활용교육 연구학교(정책추진) 지정 운영
- 2012년 5월 22일: 도농교류 자매학교 MOU 체결
- 2012년 8월 28일: 아트센터 완공
- 2012년 9월 21일: 도농간 교류화합의 체육학습 발표회
- 2012년 10월 24일: 동부인문학축전 주관교 운영
- 2012년 12월 31일: 학력 우수교 표창
- 2013년 1월 18일: 도서관 인테리어 정비 완료
- 2013년 2월 15일: 제2회 졸업식(남86명, 여66명, 계152명)
- 2013년 3월 1일: 일반학급 36학급(유치원 3학급) 편성
- 2013년 4월 22일: 아트센터 및 도서관 개관식
- 2013년 8월 26일: 융합인재교실 및 동아리실 구축
- 2013년 11월 26일: 신문활용 정책추진연구학교 종결보고회
- 2014년 2월 3일: 종합 감사 모범기관 표창
- 2014년 2월 13일: 제3회 졸업식(남67명 여70명, 계137명)
- 2014년 3월 1일: 일반학급 38학급(유치원 3학급) 편성
- 2016년 3월 1일: 입학식, 전교생1238명
- 2017년 2월 17일: 제6회 졸업식

## 참고 자료
- 인천원동초등학교 - 한국교육학술정보원 학교알리미